# Archivo de Tradiciones Populares
Archivo de Tradiciones Populares fue una serie de libros publicada en Madrid por el Centro de Estudios Históricos entre 1925 y 1934.

## Descripción
Su primer número apareció en 1925. Era editada por la Sección Filológica del Centro de Estudios Históricos de la Junta para Ampliación de Estudios e Investigaciones Científicas, la colección consistió en una serie de monografías que abarcó estudios del bable, el folclore de Puerto Rico, el habla del Bierzo y la tradición oral asturiana. Su cuarto volumen data de 1934 y habría sido el último. Tuvo una especie de sucesora —ya en la etapa posterior a la guerra civil— en la Revista de Dialectología y Tradiciones Populares, fundada en 1944.